# 山崎宗鑑
山崎 宗鑑（やまざき そうかん、寛正6年（1465年）? - 天文23年10月2日（1554年10月28日）?）は、戦国時代の連歌師・俳諧作者。近江国の志那町。

## 生涯
近江国栗太郡志那村（後の常盤村、現草津市志那町）に生まれ、佐々木義清の裔で志那弥三郎範重と言い、幼少時より室町幕府9代将軍足利義尚に仕え（近習とも祐筆とも）、一休禅師とも親しくよく連れ立って志那に来たと伝えられている。
義尚が鈎の陣で没した（延徳元年、1489年）後、世の無常を感じ出家した。摂津国尼崎または山城国薪村に隠棲し、その後淀川河畔の山城国（摂津国？）山崎に庵「對月庵」を結び、山崎宗鑑と呼ばれた。現在大阪府島本町山崎に「宗鑑井戸」「宗鑑旧居跡」が残されている。大永3年(1523年)ごろ山崎の地を去り、享禄元年(1528年)に讃岐国（香川県観音寺市）の興昌寺に庵「一夜庵」を結びそこで生涯を終えた。「一夜庵」の名は宗鑑が長居の客を厭い一夜以上の宿泊を断ったからといい、建物は修復を重ねながら現地に残されている。また、墓址もその興昌寺の背後の山中にある。
最初連歌師を志し宗祇・宗長等と交わったが、滑稽機智を主眼とし天性の洒落気を持つ宗鑑には貴族的で伝統を重んじる連歌の世界は肌に合わず、より自由な俳諧の世界へと足を踏み入れた。当時俳諧は未だ連歌から完全に独立したものではなく、連歌の余興として扱われていた。保守的な連歌師は宗鑑の作風と俳諧を卑属・滑稽と哂ったが、宗鑑は「かしましや 此の里過ぎよ 時鳥 都のうつけ 如何に聞くらむ」と逆に哄笑し、より民衆的な色彩の中に自己の行く道を見出し、座興として捨てられていた俳諧を丹念に記録・整理して俳諧撰集の草分けである「新撰犬筑波集」を編み、俳諧を独立した芸術として世間に公表した。俳諧撰集「犬筑波集」の自由奔放で滑稽味のあるその句風は、江戸時代初期の談林俳諧に影響を与え、荒木田守武とともに、俳諧の祖と称される。
（旧暦）天文23年10月2日（1554年10月28日）一夜庵で「ヨウ（できもの）」を患いそのために命を失い、辞世は「宗鑑は いづくへと人の 問うならば ちとよう（ヨウ）がありて あの世へといへ」。

## エピソード
庵のたて看板
一夜庵の入口には「上の客人立ち帰り、中の客人日帰り、泊まりの客人下の下」と記されていたという。調度品は薬缶一つであった。
書家。
宗鑑は能書家としても知られ、書風は尊円流の素眼である尭孝の流れを汲み、時に粗略と思われるほど荒削りで自由奔放な筆運びで後に「宗鑑流」と認められる書体系を確立した。筆耕を生活の糧としていた。